# Улица Кобозева (Оренбург)
Улица Кобозева — одна из магистральных улиц в центре Оренбурга.

## История
Улица возникла вместе с основанием Оренбургской крепости. Бывшая улица Воскресенская (с 1744 года), улица Троицкая (с 1760 года). В 1926 году переименована в честь Петра Алексеевича Кобозева (1878—1941), советского государственного и партийного деятеля, активного участника Октябрьского вооруженного восстания, чрезвычайного комиссара по борьбе с силами атамана А. И. Дутова.

## Расположение
Имеет направление с юга на север от улицы Брыкина до улицы Постникова. Протяжённость около 1,25 км.

## Застройка

### Здания культуры
- Дворец творчества детей и молодежи.
- Центральная городская детская библиотека им. А. П. Гайдара.
- Дом культуры имени Ф. Э. Дзержинского.
- Оренбургский государственный цирк.

### Памятники истории и архитектуры[3][4]
- № 1 — Епархиальный свечной завод. 1884 г.
- № 7 — Флигель усадьбы М. Н. Камбулиной. Начало XX в.
- № 11 — Городская усадьба купца И. Б. Сачкова. 1866 г., 1879 г.
- № 12 — Городская усадьба А. И. Тетеревникова. 1870-е - 1880-е гг.
- № 20 — Дом М. Н. Камбулиной. 1860-е гг.
- № 22 — Дом городской усадьбы. Время постройки: конец XIX в.
- № 24 — Волжско-Камский банк. 2 половина XIX в.
- № 25 — Дом поручика Н. А. Крашенинникова. Время постройки: середина XIX в.
- № 25А — Усадьба И. А. Зарывнова. Время постройки: конец XIX в.
- № 27 — Дом городской усадьбы А. Я. Исаковой.
- № 29 — Городская усадьба А. Г. Филипова. Конец XIX в.
- № 30 — Торговый дом Путолова, 1883 г.
- № 30 — Торговый дом А. И. Зарывнова. 1904-1905 гг.
- № 31 — Гостиница «Биржевая». Время постройки: конец XIX в.
- № 32 — Магазин Кононова. 1904-1905 гг.
- № 36 — Дом городской усадьбы Деева. Время постройки: конец XIX - начало XX вв.
- № 37 — Городская усадьба купца П. И. Серякова. 1880-е гг.
- № 38 — Здание Азовско-Донского банка. 1900-е гг.
- № 39 — Городская усадьба М. П. Пятницкого. 3 четверть XIX в.
- № 41 — Городская усадьба М. В. Савельева. Жилой дом. Флигель. Время постройки: 1 половина XIX в.
- № 41 — Классический особняк с мезонином. 1 половина XIX в.
- № 42 — Гостиница «Бристоль». 1907 г.
- № 43 — Биржа. 1910 г. Здание бывшего клуба имени К. Маркса, где в 1918-1919 гг. формировались красногвардейские полки, а 20 мая 1920 г. проходил I губернский съезд комсомола.
- № 44 — Дом городской усадьбы Л. В. Савиновой. 1 половина XIX - начало XX вв.
- № 46 — Городская усадьба А. И. Зарывнова. Здесь в 1918 г. находился военно-революционный комитет, первый губисполком, квартира С. Цвиллинга и военный арсенал в складах, во дворе.
- № 48 — Богадельня С. и М. Ивановых. Середина XIX в.
- № 50 — Особняк. 4-я четверть XIX в.
- № 54 — Женская гимназия Мамина (частная). Начало XX в.
- № 58 — Дом Ф. К. Эверта (Торговый дом «Гриевз и Ко»). 1905-1906 гг.

### Памятники
- Памятник Александру Зассу (Самсону). Около цирка.
- Памятник работникам прокуратуры Оренбургской области, защищавшим родину в годы Великой Отечественной войны 1941-1945 гг.
- Памятник П. А. Кобозеву.

### Парки
- Сквер имени Кобозева.

### Спорт
- Стадион Динамо.

### Другие значимые здания и организации
- Прокуратура Оренбургского района.
- Управление Росреестра по Оренбургской области.
- НПП Рона.
- Прокуратура Оренбургской области.